# Начело консенсуалности
Начело консенсуализма значи да се уговори закључују простом сагласношћу изјављених воља (лат. solo consensu). То значи да закључење уговора не подлеже никаквој форми, осим ако је законом друкчије одређено и да проста сагласност изјављених воља може производити правна дејства. Ово начело не значи да правни посао нема форму, већ да правни посао може да се закључи у било којој форми.
Историјски посматрано, овај принцип никада није примењен у свом апсолутном виду и увек су присутни одређени изузеци. Он је творевина новијег времена. Развој начела консенсуализма кретао се у обрнутој сразмери са начелом формализма. Са смањењем формализма расте примена консенсуализма. 
У првобитним правним системима постојао је веома мали, ограничен број консенсуланих уговора и они су били изузетак.
Ово начело се данас узима као једно од основних начела облигационог права, међутим у последње време је дошло до ренесансе формализма, па се велики број уговора склапа под претњом ништавости ако се не испоштује одређена форма (нпр. продаја непокретности, уговор о лиценци, уговор о јемству).